# Aedia
Aedia é um gênero de traça pertencente à família Arctiidae.

## Espécies
- Aedia albomacula (Hulstaert, 1924)
- Aedia arctipennis (Hulstaert, 1924)
- Aedia banian (Viette, 1965)
- Aedia dinawa (Bethune-Baker, 1906)
- Aedia dulcistriga (Walker, 1858)
- Aedia funesta (Esper, 1786)
- Aedia hollina (Dognin 1897)
- Aedia kumamotonis (Matsumura 1926)
- Aedia leucomelas (Linnaeus, 1758)
- Aedia melas Bethune-Baker, 1906
- Aedia olivescens  (Guenée, 1852)
- Aedia perdicipennis (Moore, 1882)
- Aedia pruna Semper 1900
- Aedia sericea Butler, 1882